# Telestes fontinalis
Telestes fontinalis é uma espécie de peixe actinopterígeo da família Cyprinidae.
Apenas pode ser encontrada na Croácia.
Os seus habitats naturais são: rios intermitentes e sistemas cársticos interiores.
Está ameaçada por perda de habitat.